# 矢野優美華
矢野優美華（日语：／ Yano Yumika，2月19日—）是生于日本東京都的女性聲優。YU-RIN PRO所属。

## 人物
爱好是旅行、閱讀、看电影和玩游戏。特长则是唱歌、烹饪和手工。

## 演出作品
※粗體字為主要角色。

### 电视动画
2018年
- 輕羽飛揚（新入生、松下惠、美里咲）
- Angolmois 元寇合戰記（海女、对马豹猫）

2019年
- 路人超能100 II（小孩）
- 龍族拼圖（王城Girls D、女性）
- 募戀英雄 PIECE OF TRUTH（女子）

2020年
- 遊戲王SEVENS

2021年
- Platinum End（观众2）

2022年
- 愛在征服世界後（应用）
- 哆啦A夢（流浪猫）

2023年
- 淪落者之夜（町内女性）
- 她去公爵家的理由（薇薇安·夏瑪爾[3]）
- 名偵探柯南（女性）

2024年
- 戰隊大失格（錫切夢子[4]）
- 單人房、日照一般、附天使。（女播音員）
- 魔導具師妲莉亞永不妥協（公會職員〈女性A〉、女性職員）
- 【我推的孩子】 第2期（音響監督）

2025年
- 完美到難以接近的聖女遭到解除婚約後被賣到鄰國（修道女）
- 戰隊大失格 2nd season（錫切夢子[5]）
- 渡同學的××瀕臨崩壞（館花紗月[6]）
- Crypto Ninja 咲耶[7]

### 剧场版动画
- 剧场版 窈窕淑女 後篇 ～花樣的東京大浪漫～（2018年、护士）
- 七大罪劇場版：被光詛咒的人們（2021年）

### 遊戲
2016年
- 妖怪百姬（奇奇、風狸）
- 感染×少女（樱田優惠）

2017年
- 交鋒聯盟（アジャスト・レンチ、美少女実演販売士 サバキ）
- 超時空戰記（西瓦特里斯）
- 鍊金術物語（洛朗）

2018年
- 幻獸姬
- 怪物彈珠（埃列什基伽勒[8]、厄克德娜[8]、華格納[8]、光之公主[8]、蘇洛〈獸神化〉[9]、克希拉[10]、畢黎米思珂[11]）
- 水晶之心 Crystal Hearts（阿卡迪亞）
- 极光的雷姆利亞 ～Hidden elements～（塞莱斯特）

2019年
- Dragalia Lost ～失落的龍絆～
- 三國志大戰M
- 夢幻模擬戰 Mobile

2020年
- 謀りの姫:Pocket（貂蝉）
- 碧藍幻想
- 阿爾特斯：超越時空[12]
- 異世界女神物語（木兰）

2021年
- 模型少女AWAKE（杰斯[13]）
- 偶像荣耀
- Gran Saga：格蘭騎士團
- Princess Tale（哈里、ユミ）

2022年
- 聖塔神記（英语：Trinity Trigger）
- 無期迷途（开尔文、丽莎）
- 問答RPG 魔法使與黑貓維茲（ザガン）

2024年
- 碧藍幻想Relink

## 脚注
1. 1 2 3 4 5 6 7  .   [2022-12-22]. （原始内容存档于2022-12-19）.
2. 1 2 3 4 5 6  . 声優グランプリ.   [2022-12-22]. （原始内容存档于2023-09-30）.
3. ↑  . コミックナタリー (ナターシャ). 2022-11-05  [2022-12-22]. （原始内容存档于2022-11-10）.
4. ↑  . Comic Natalie. 2023-10-11  [2023-10-11]. （原始内容存档于2023-10-21） （日语）.
5. ↑  . Comic Natalie. 2024-11-08  [2024-11-08] （日语）.
6. ↑  . Comic Natalie. 2025-03-12  [2025-03-12] （日语）.
7. ↑  . Comic Natalie. 2025-06-14  [2025-06-14] （日语）.
8. 1 2 3 4  yanoyumika0v0的2020年4月18日的推文、. Retrieved 2023-09-18.
9. ↑  yanoyumika0v0的2020年10月20日的推文、. Retrieved 2023-09-18.
10. ↑  yanoyumika0v0的2022年7月3日的推文、. Retrieved 2023-09-18.
11. ↑  yanoyumika0v0的2024年11月1日的推文、. Retrieved 2024-11-02.
12. ↑  . ALTDEUS: Beyond Chronos.   [2022-12-22]. （原始内容存档于2024-02-26）.
13. ↑  . 電撃オンライン. 2021-08-07  [2022-12-22]. （原始内容存档于2022-12-21）.

## 外部連結
- 矢野由美香｜Yurin Pro （页面存档备份，存于）
- 矢野 優美華的X（前Twitter）